# Zhang Man
Zhang Man (* 20. April 1997) ist eine chinesische Sprinterin.

## Sportliche Laufbahn
Erste internationale Erfahrungen sammelte Zhang Man 2019 bei den Weltmeisterschaften in Doha, bei denen sie über im 200-Meter-Lauf mit 23,60 s in der ersten Runde ausschied.
2018 wurde Zhang chinesische Meisterin über 100 und 200 Meter sowie Hallenmeisterin über 200 Meter.

## Persönliche Bestzeiten
- 100 Meter: 11,54 s (−0,1 m/s), 8. Juli 2019 in Shenyang
  - 60 Meter (Halle): 7,40 s, 19. März 2019 in Hangzhou
- 200 Meter: 23,13 s (+0,1 m/s), 10. Juli 2019 in Shenyang
  - 200 Meter (Halle): 23,78 s, 20. März 2019 in Hangzohu